# Mésange à joues blanches
Aegithalos leucogenys
Espèce
Répartition géographique
Statut de conservation UICN

 LC  : Préoccupation mineure
L'Orite à joues blanches (Aegithalos leucogenys), appelée aussi Mésange à joues blanches (bien que n'appartenant pas aux Paridae, la famille des mésanges), est une espèce de passereaux de la famille des Aegithalidae.

## Répartition
Cet oiseau peuple les endroits de genévriers et d'Ilex (de 1 200 à 2 600 m d'altitude).